# Сівак Валерій Микитович
Валерій Микитович Сівак (нар. 31 травня 1938, Свердловськ, РРФСР, СРСР) — український радянський кінорежисер.

## Біографія
Народився 31 травня 1938 року в Свердловську.
У 1958 році закінчив Київський топографічний технікум, у 1968 році — Всесоюзний державний інститут кінематографії (режисерський факультет, курс О. Столпера). Працював на Свердловському аерогеодезичному підприємстві та режисером Київської кіностудії імені О. П. Довженка.
Член Національної спілки кінематографістів України.

## Фільмографія
Режисер-постановник:
- «Ральфе, здрастуй!» (1975, у співавторстві с М. Бєліковим, В. Криштофовичем)
- «Віщує перемогу» (1978)
- «Поклик спорідненого томлення» (1988)

Помічник режисера:
- «Зоряний цвіт» (1971, реж. М. Ільїнський)

Другий режисер:
- «Сеспель» (1970, реж. В. Савельєв)
- «Ви Петька не бачили?» (1975, реж. В. Попов)

Актор:
- «Ліс» (1980, реж. В. Мотиль)

Сценарист:
- «Сьомий маршрут» (1997, реж. М. Іллєнко)